# Cobbler (Cocktail)

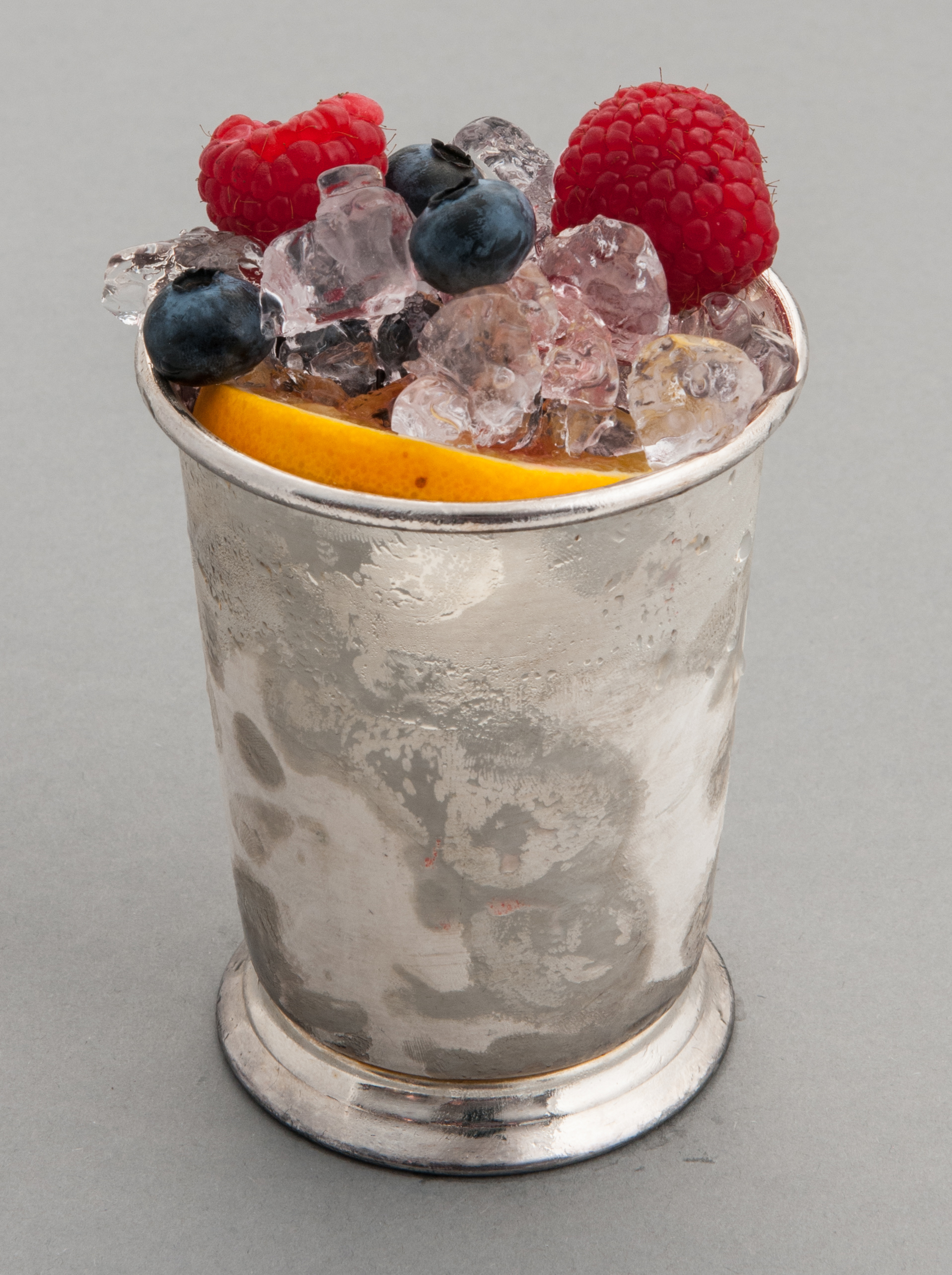
Cobbler

Als Cobbler bezeichnet man ein Mischgetränk, das aus Früchten, Mineralwasser, Wein oder Sekt besteht. Er wird in einem hohen Stielglas mit Trinkhalm und Barlöffel serviert. Üblich ist auch die Zugabe von Fruchtsaft.
Bekannte Varianten sind:
- Ananas Cobbler
- Apricot Cobbler
- Burgunder Cobbler
- Champagner Cobbler
- Feodora Cobbler
- Imperial Cobbler
- Sherry Cobbler

Im Jahr 1845 wurde Sherry Cobbler wie folgt beschrieben:

„2 Teelöffel gestoßener Zucker wird mit 1 Likörglas Wasser aufgelöst, das Glas dann ¾ mit Kunsteis gefüllt und Sherry über das Eis gegossen, gut gemischt und mit Erdbeeren, Weinbeeren oder Ananas serviert.“